# Saunasaari (ö i Södra Savolax, Nyslott, lat 62,32, long 28,95)
Saunasaari är en ö i Finland. Den ligger i sjön Vuokalanjärvi och i kommunen Heinävesi i den ekonomiska regionen  Nyslotts ekonomiska region  och landskapet Södra Savolax, i den sydöstra delen av landet, 300 km nordost om huvudstaden Helsingfors. Öns area är 10,9 hektar och dess största längd är 0,7 kilometer i sydöst-nordvästlig riktning.